# Alen Milak
Alen Milak (* 23. Mai 1984 in Sarajevo, damals Jugoslawien, heute Bosnien-Herzegowina) ist ein ehemaliger luxemburgischer Fußballspieler bosnischer Herkunft.
Milak spielte in Luxemburg für Union Luxemburg, F91 Düdelingen, Etzella Ettelbrück und RM Hamm Benfica. 2006/07 spielte er in Deutschland in der Oberliga Baden-Württemberg für den Bahlinger SC, 2007/08 in der Oberliga Südwest bei Eintracht Trier. Zur Spielzeit 2008/09 schloss er sich dem luxemburgischen Erstligisten RM Hamm Benfica an. In der Winterpause der Saison 2010/11 wechselte er zum Ligakonkurrenten CS Fola Esch. Von 2012 bis Sommer 2014 legte er eine Spielpause ein, ehe er zur zweiten Mannschaft von Avenir Beggen wechselte, wo er bis zu seinem Karriereende im Jahr 2017 blieb. 
Für die luxemburgische U-21 Nationalmannschaft bestritt er zwischen 2005 und 2006 fünf Spiele und erzielte ein Tor.

## Erfolge
- Luxemburgischer Meister 2005
- Luxemburgischer Pokalsieger 2004
- Rheinlandpokalsieger 2008